# Червена линия (филм, 1959)
„Червена линия“ (на фински: Punainen viiva) е финландски драматичен филм от 1959 година на режисьора Мати Касила с участието на Холгер Салин, Лийза Невалайнен и Петри Танер, адаптация на едноименния роман на Илмари Кианто.

## Сюжет
1906 година. Топи Ромпапен (Холгер Салин) е беден фермер в затънтените краища на Финландия, тогава все още част от Руската империя, който с всички сили се бори за оцеляването на съпругата си Рийка (Лийза Невалайнен) и четирите им деца. Той разбира за една идея за нов закон, който ще даде равни права на глас на всички поданици, бедни и богати, мъже и жени. Топи започва да посещава събранията на социалистите и вярва, че живота ще стане по-добър след предстоящите избори. Вместо това, нещата стават по-зле за семейството му след края на изборния ден. Той започва да обвинява себе си, смятайки, че това е начина, по който Господ го наказва за това, че е гласувал за социалистите.

## В ролите
- Холгер Салин като Топи Ромпапен
- Лийза Невалайнен като Рийка Ромпапен
- Петри Танер като Саке
- Юка Еклунд като Вестери
- Мариане Еронен като Пети
- Терхи Виртанен като Линта Мария
- Тийна Йокела като Пириери
- Юси Юрка като агитатора Пунтарпяя
- Ракел Лааксо като Кунила
- Тармо Мани като Симана Архипаини
- Пенти Иряла като обущаря Раапана
- Тийне Хаарла като Кайса
- Тойво Мякеля като Юси Кетуваара

## Награди
- Награда Джуси за най-добра мъжка роля на Холгер Салин от 1959 година.
- Награда Джуси за най-добра второстепенна мъжка роля на Юси Юрка от 1959 година.
- Награда Джуси за най-добра второстепенна женска роля на Ракел Лааксо от 1959 година.
- Награда Джуси за най-добър сценарий на Мати Касила от 1959 година.
- Награда Джуси за най-добра музика на Осмо Линдеман от 1959 година.[2]